# René van de Kerkhof
René van de Kerkhof (Helmond, 16 de setembro de 1951) é um ex-futebolista neerlandês.

## Carreira
René e seu irmão gêmeo Willy fizeram parte da seleção neerlandesa nas copas de 1974 e 1978, onde foram finalistas e conquistaram dois vice-campeonatos. René disputou 47 partidas por seu país, e marcou cinco gols.
Ele foi nomeado por Pelé como um dos 125 melhores jogadores vivos em Março de 2004.
Em 1984-85, ele jogou pelo mais conhecido clube de Hong Kong, o Seiko.

## Títulos
PSV Eindhoven:
Copa da UEFA: 1977/78
Eredivisie: 1974/75, 1975/76, 1977/78
Copa da Holanda: 1973/73, 1975/76
Seleção Holandesa
Copa do Mundo FIFA:1974 e 1978 - Vice campeão
Eurocopa: 1976 - Terceiro Lugar
Torneio de Paris de Futebol: 1978
Seiko Hong Kong:

Campeão da primeira divisão: 1984/85

## Ligações Externas
- «René van de Kerkhof» (em inglês). em FIFA.com